# Melchor Cob Castro
Melchor Cob Castro (ur. 18 kwietnia 1968 w Chiná w stanie Campeche) – meksykański bokser, zawodowy mistrz świata kategorii junior muszej.
Rozpoczął karierę boksera zawodowego w 1989 próbował zdobyć tytuł mistrza międzynarodowego organizacji WBC w wadze junior muszej, ale pokonał go José Humberto Lagos. W następnym roku zdobył tytuł mistrza kontynentalnego Ameryk WBC w tej wadze, który dwukrotnie obronił.
Został mistrzem świata WBC w wadze junior muszej 25 marca 1991 w Inglewood, kiedy pokonał przez techniczny nokaut w 10. rundzie obrońcę tytułu Rolando Pascuę. W następnej walce stracił ten tytuł, gdy Humberto González pokonał go na punkty 3 czerwca 1991 w Caesars Palace w Las Vegas. Następnie Cob Castro wygrał sześć następnych walk i 7 grudnia 1992 w Inglewood ponownie zmierzył się o tytuł mistrza świata z Gonzálezem, znowu przegrywając na punkty.
Wygrał następnie dziewięć kolejnych walk (w tym z należącym do czołówki Domingo Sosą), po czym 16 marca 1996 w Las Vegas stanął do walki o wakujący tytuł mistrza świata wagi junior muszej organizacji IBF z byłym mistrzem Michaelem Carbajalem, ale uległ mu na punkty. Cob Castro zwyciężył w czterech następnych walkach, a w kolejnej został mistrzem świata organizacji WBO w wadze junior muszej po zwycięstwie na punkty nad Jesúsem Chongiem 25 sierpnia 1997 w Inglewood. Również tym razem niedługo cieszył się posiadaniem mistrzowskiego pasa, ponieważ w następnej walce 17 stycznia 1998 w Santiago del Estero pokonał go na punkty Juan Domingo Córdoba.
Później Cob Castro zdobywał mniej liczące się tytuły, a 5 maja 2003 w Las Vegas spróbował odebrać tytuł mistrza świata wagi junior muszej Jorge Arce, ale przegrał po sześciu rundach na punkty, gdy Arce nie mógł kontynuować walki wskutek odniesionej kontuzji. W pojedynku rewanżowym 24 kwietnia 2004 w Tuxtla Gutiérrez Arce zwyciężył przez nokaut w 5. rundzie.
Po tej walce Cob Castro wygrał następną w 2004 i przerwał karierę do 2007. W tym roku wygrał dwie walki, w 2008 dwie kolejne, ale 20 grudnia tego roku w Cozumel przegrał z młodszym o 21 lat José Salgado w pojedynku o tytuł mistrza Karaibów WBC w wadze supermuszej. Po tej walce ostatecznie zakończył karierę.